# مختصر خليل
كتاب من أهم مؤلفات الفقه الإسلامي المالكي ألفه خليل بن إسحاق الجندي، أحد مشاهير فقهاء المالكية. غني بفقه الفروع،

## عن المؤلف
هو خليل بن إسحاق بن موسى بن شعيب، ضياء الدين أبو المودّة المصري المعروف بالجندي كان أبوه حنفي المذهب، وسمع هو من ابن عبد الهادي، وقرأ على الرشيدي في العربية والأصول، وعلى عبد الله المنوفي في فقه المالكية.
وكان يلبس زي الجندية ولم يغيره وكان يرتزق عليها.
واشتهر، ودرّس للمالكية بالمدرسة الشيخونية.
له شرح على «مختصر ابن الحاجب» سمّـاه التوضيح، والمختصر (مطبوع) في الفقه يعرف بمختصر خليل وقد شرحه كثيرون، والمناسك، ومخدرات الفهوم في ما يتعلق بالتراجم والعلوم.
توفّـي سنة ست وسبعين وسبعمائة، وقيل: سنة سبع وستين، وقد رجح صاحب «نيل الابتهاج» القول الاَوّل.
علماء المالكية المعروفين ، ومن أشهر مؤلفاته كتاب المختصر، ويسمى بـ " مختصر خليل"
وقد جمع فيه خلاصة فقه المذهب المالكي بطريقة مختصرة جداً ويعتبر هذا الكتاب وشروحه المعتمد في نقل أرجح الأقوال التي تم اعتمادها في الفقه المالكي، ومن شروح هذا الكتاب:
1. مواهب الجليل في شرح مختصر خليل، للحطاب
2. شرح الخرشي على مختصر خليل، للخرشي.
3. التاج والإكليل شرح مختصر خليل، للمواق.
4. حاشية الدسوق، لمحمد عرفه الدسوقي
5. شرح الزرقاني على مختصر خليل، للزرقاني.
6. شرح الميسر ،للعلامة محنض بابة بن اعبيد الديماني الشنقيطي

## وصلات خارجية
- قراءة تجديدية للنص الفقهي من كتاب مختصر الفقيه المالكي العلامة الشيخ خليل